# Drakenfontein (Kopenhagen)
De Drakenfontein (Deens: Dragespringvandet) staat op Rådhuspladsen, het centrale plein van Kopenhagen. Het beeld is gemaakt van brons en is in 1904 voor het Stadhuis van Kopenhagen geplaatst.
Het beeld stelt een gevecht voor tussen een draak en een stier. Het beeld van de stier staat er niet vanaf het begin bij; het is pas in 1923 geplaatst door Joakim Skovgaade.